# Yassine Trabelsi
Yassine Trabelsi (ur. 12 lipca 1990) – tunezyjski taekwondzista, brązowy medalista Mistrzostw Świata 2013, dwukrotny medalista Igrzysk Afrykańskich, mistrz Afryki 2016, uczestnik Igrzysk Olimpijskich w Rio de Janeiro.